# Nikki Snel
Nikki Snel (13 augustus 1993) is een Belgische gymnaste. 

## Levensloop
Met haar partner Eline De Smedt, behaalde ze goud op de Wereldkampioenschappen acro in 2014. Een jaar eerder, op het EK van 2013, behaalden ze goud op het onderdeel 'balans' en zilver in de 'allround' bij de 'dames duo'.

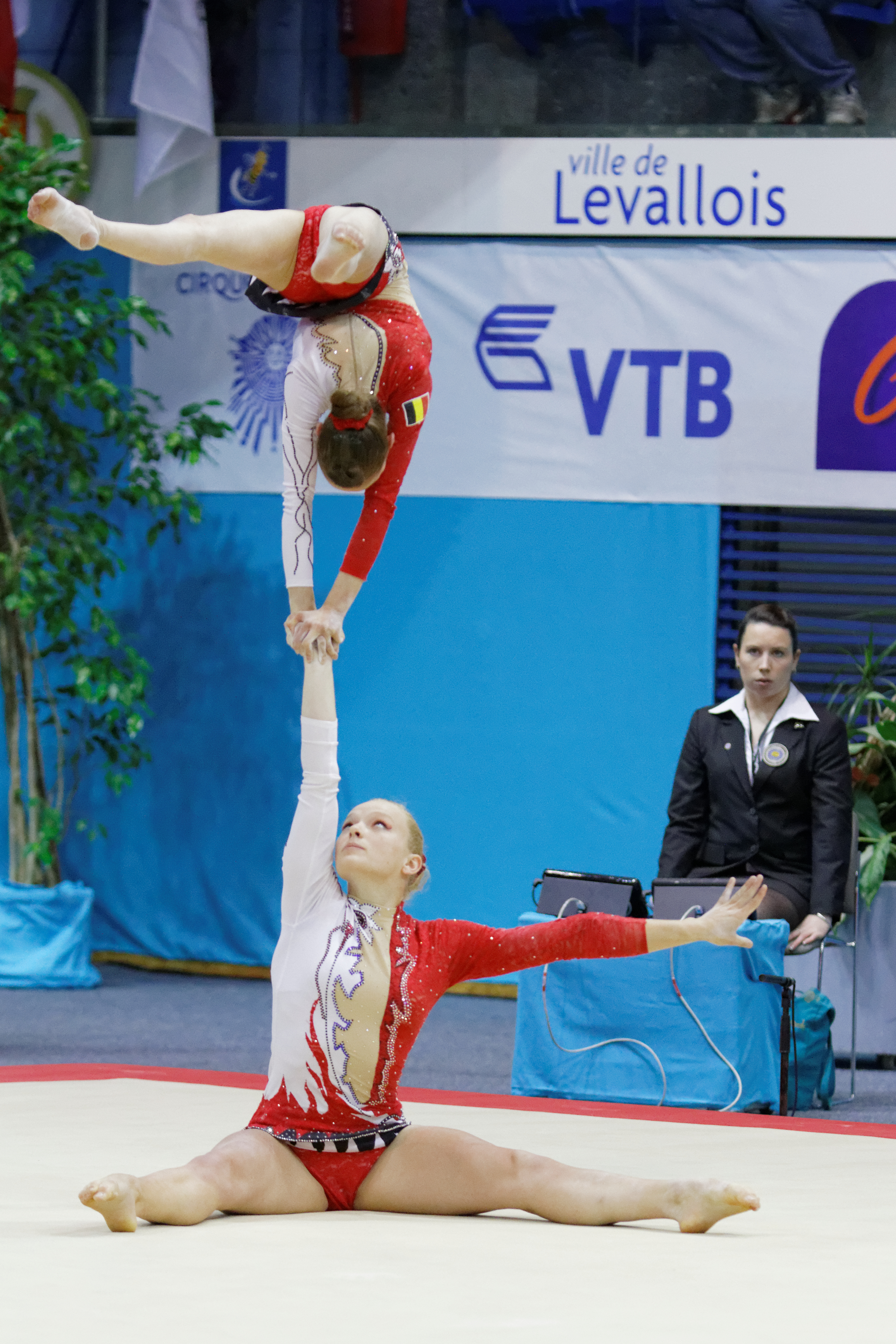
Nikki Snel (onder) en Eline De Smedt op het WK Acro in 2014.